# خیز
خیز یا اِدِم (به انگلیسی: Edema) تجمع غیرطبیعی آب موجود در پلاسما در فضای میان بافتی، زیر پوست و حفره‌های بدن و به علت انتقال آن‌ها از درون رگها به آنجاهاست.
در حالت طبیعی، تعادل حاصل از هومئوستازی یا هم ایستایی سبب می‌شود که مقدار این مایعات در بین بافت‌ها و درون پلاسما نسبت ثابت و کنترل شده‌ای داشته باشد.
می‌تواند در اثر کمبود پروتئین خون، افزایش فشار خون درون سیاهرگ‌ها، مصرف زیاد نمک و مصرف کم مایعات رخ دهد

## انواع و علل

### خیز گوده گذار
اگر بر روی پوست بیمار مبتلا به ادم، با انگشت فشار وارد کنیم تا چند ثانیه اثر این فشار باقی می‌ماند. این حالت ناشی از شایع‌ترین نوع ادم است که به علت یک بیماری سیستمی (بیماری که ناشی از کارکرد نادرست بخش‌های بدن است) مانند واریس، ترومبوفلبیت، حاملگی (در برخی زنان) یا گزیدگی یک حشره ممکن است ایجاد گردد.

### خیز عمومی
افزایش فشار هیدرواستاتیک به علت نارسایی قلبی یا افت فشار اسموتیک (مانند نارسایی کبد و سندروم نفروتیک کلیه) و به دنبال آن کمبود فشار انکوتیک پلاسما، از علت‌های شایع خیز عمومی در بدن می‌باشند. خیز عمومی در تمام بدن می‌تواند سبب ادم در یک یا چند اندام خاص دیگر شود؛ مثلاً یک نارسایی مزمن قلبی می‌تواند به خیز در ششها یا آب‌آوردگی شکم (آسیت) شود.

### خیز اندامی
گاهی ممکن است خیز در یک عضو و اندام خاص در بدن ظاهر شود. از مهم‌ترین ادم‌های دربرگیرنده اندام‌ها می‌توان به ادم مغزی، ادم ریوی، ورم چشم حاصل از گلوکوم، ورم بیضه، ورم پستان و ورم پلک اشاره نمود.

## دلایل ورم پاها
تجمع مایعات در بافت‌های بدن سبب ورم می‌شود. احتباس مایعات ممکن است به علت بیماری قلبی، بیماری کبدی یا کلیوی یا اختلال در رگ‌های خونی باشد.
دیگر دلایل ورم پاها عبارتند از:
- عفونت میکروبی پا
- نیش حشرات
- لخته شدن خون در پاها
- افزایش سن
- سوختگی
- بسته شدن غدد لنفاوی
- مصرف غذاهای شور و دارای کربوهیدرات
- مصرف قرص‌های ضدبارداری یا هورمون درمانی
- بارداری
- احتباس نمک در بدن
- آسیب عضلات
- واریس
- التهاب وریدها که سبب می‌شود که خون به درستی به طرف قلب نرود.
- واکنش‌های آلرژیک
- پره اکلامپسی (مسمومیت حاملگی که با افزایش فشارخون، اوره و ورم مشخص می‌شود)
- اختلالات عصبی عضلانی
- تروما یا حوادث
- عمل جراحی لگن و سرطان
- سوء استفاده از ملین‌ها
- سوء استفاده از دیورتیک
- سوء استفاده از داروها
- داروهای ضدافسردگی، استروئیدها، داروهای فشار خون، داروهای غیراستروئیدی ضد التهاب، مسدودکننده‌های کانال کلسیم و هورمون درمانی مانند استروژن درمانی و داروهای دیابت می‌توانند سبب ورم شوند.
- پرواز با هواپیما یا ماشین سواری

## مکانیسم
از علت‌های ایجاد خیز یا ادم شامل:
1. افزایش فشار هیدرواستاتیک
2. کاهش فشار انکوتیک رگ‌ها
3. افزایش فشار انکوتیک در بافت‌ها
4. افزایش نفوذپذیری دیوارهٔ رگ‌ها بر اثر التهاب
5. تغییر در میزان حفظ آب درون بافت‌ها (افزایش فشار هیدرواستاتیک سبب جلوگیری از دفع آب و سدیم توسط کلیه می‌شود)

## نگارخانه

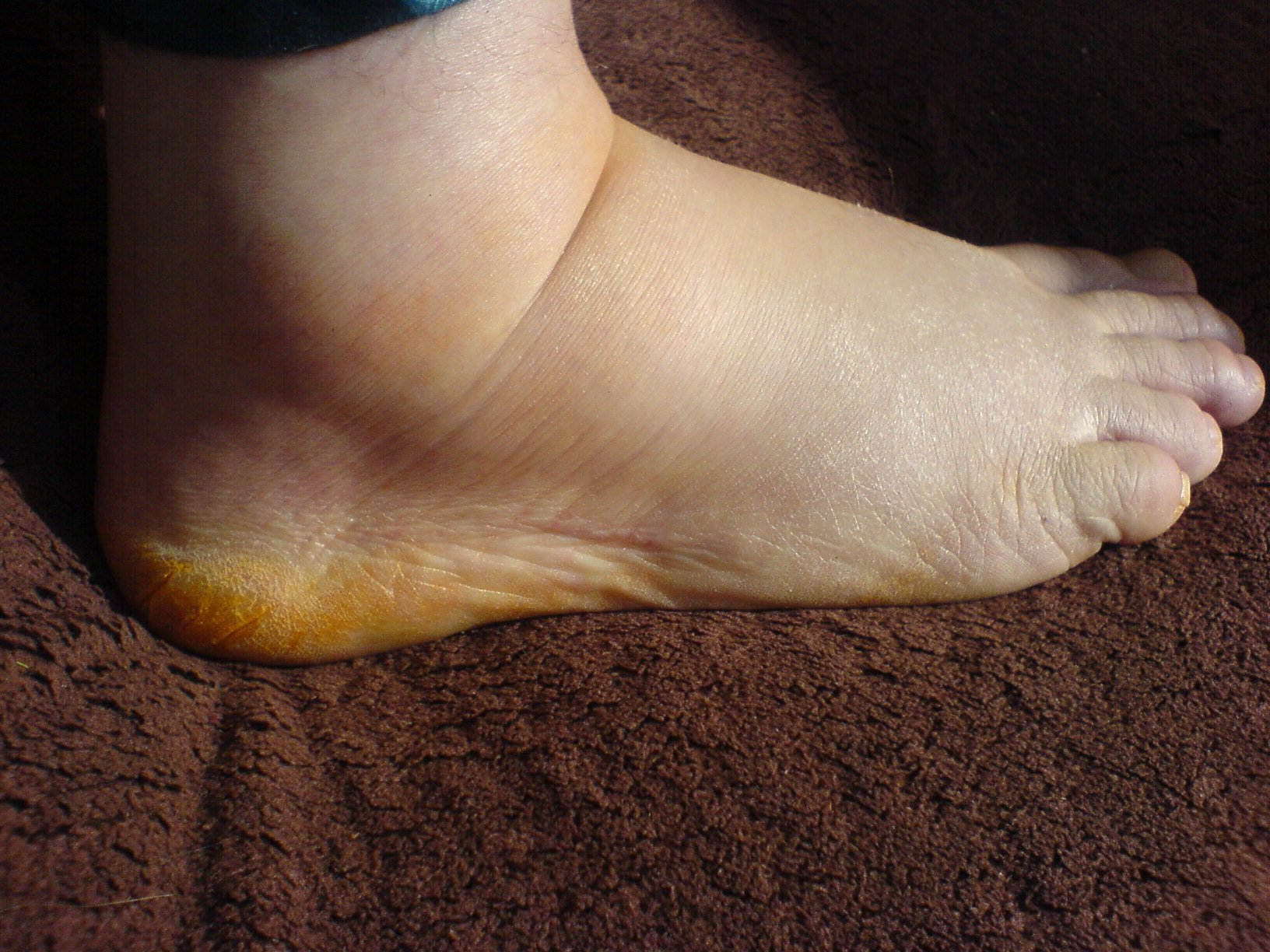
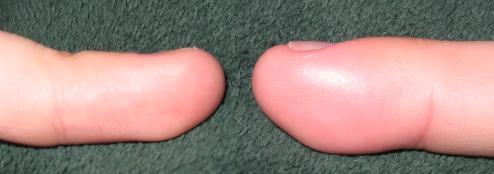